# La festa de les salsitxes: Viandalàndia
La festa de les salsitxes: Viandalàndia (títol original en anglès, Sausage Party: Foodtopia) és una sèrie de televisió animada per a adults que es va estrenar a Amazon Prime Video l'11 de juliol de 2024, i és una seqüela del film Sausage Party (2016). La sèrie va ser creada per Seth Rogen, Evan Goldberg i Conrad Vernon i desenvolupada per Kyle Hunter i Ariel Shaffir, tots els quals van treballar a la pel·lícula en papers creatius clau. Compta amb un repartiment que inclou Rogen, Kristen Wiig, Michael Cera, David Krumholtz i Edward Norton reprenent els seus papers de la pel·lícula amb Will Forte, Natasha Rothwell, Sam Richardson i Yassir Lester donant veu a nous personatges. Ha estat subtitulada al català.

## Repartiment
- Seth Rogen com a Frank, un frankfurt que va descobrir i exposar la veritat sobre el "Great Beyond".
- Kristen Wiig com a Brenda Bunson, un panet per a frankfurt que és l'interès amorós d'en Frank.
- Michael Cera com a Barry, un frankfurt deformat que és un dels amics de Frank.
- David Krumholtz com a Kareem Abdul Lavash, un lavash de l'Orient Mitjà que va tenir una rivalitat constant amb en Sammy.
- Edward Norton com a Sammy Bagel Jr., un bagel jueu neuròtic que va tenir una rivalitat constant amb en Kareem.
- Will Forte com a Jack, un humà.[4]
- Sam Richardson com a Julius, una taronja, el seu nom és una referència a Orange Julius.[5]
- Scott "Diggs" Underwood com a Gum, un xiclet intel·ligent però paraplègic a l'estil Stephen Hawking que porta ulleres, va en cadira de rodes mecanitzada, i parla a través d'un sintetitzador de veu.[6]

A més, Natasha Rothwell, Yassir Lester i Gray DeLisle interpreten papers no revelats.